# Microsoft Visual SourceSafe
O Microsoft Visual SourceSafe (VSS) é um programa de controle de versão descontinuado, voltado para pequenos projetos de desenvolvimento de software. Como a maioria dos sistemas de controle de origem, o SourceSafe cria uma biblioteca virtual de arquivos de computador. Embora mais comumente usado para código-fonte, o SourceSafe pode manipular qualquer tipo de arquivo em seu banco de dados, mas versões mais antigas mostraram-se instáveis quando usadas para armazenar grandes quantidades de dados não textuais, como imagens e executáveis compilados.

## História
O SourceSafe foi criado originalmente por uma empresa da Carolina do Norte chamada One Tree Software. O One Tree SourceSafe passou por vários lançamentos em seus ciclos de 1.x a 2.x, oferecendo suporte a DOS, OS/2 (com uma GUI do Presentation Manager), Windows, Windows NT, Mac e Unix. Quando a Microsoft comprou o OneTree em 1994, eles imediatamente cessaram o desenvolvimento de todas as versões, exceto para o Windows. O Microsoft SourceSafe 3.1, Windows 16 bits somente e Macintosh, e versões renomeadas da One Tree 3.0, estiveram brevemente disponíveis antes da Microsoft lançar a versão 4.0. Com a aquisição da One Tree Software, a Microsoft descontinuou seu produto de controle de versão na época, o Microsoft Delta. Após a aquisição, a Mainsoft Corporation desenvolveu o SourceSafe para UNIX em cooperação com a Microsoft.  Mais tarde, a Metrowerks, Inc. desenvolveu o Visual SourceSafe para Macintosh em cooperação com a Microsoft.

## Visão geral
Inicialmente, o SourceSafe não era um sistema de gerenciamento de código-fonte cliente/servidor, mas sim um sistema SCM somente local. Em termos arquitetônicos, isso serve como um ponto forte e fraco do design, dependendo do ambiente em que é usado. Ele permite que um sistema de usuário único seja configurado com menos configuração do que alguns outros sistemas SCM. Além disso, o processo de backup pode ser tão simples quanto copiar todo o conteúdo de uma única árvore de diretórios. Para ambientes multiusuários, no entanto, faltam muitos recursos importantes encontrados em outros produtos SCM, incluindo suporte para confirmações atômicas de vários arquivos (o CVS tem o mesmo problema, pois é construído sobre o RCS original). O SourceSafe herda sua funcionalidade compartilhada usando acesso direto ao sistema de arquivos remoto para todos os arquivos no repositório. Isso, juntamente com bugs históricos na base de código, ocasionalmente levava à corrupção do banco de dados SourceSafe, um problema observado pela Microsoft.
A partir do VSS 2005, a Microsoft adicionou um modo cliente-servidor. Nesse modo, os clientes não precisam de acesso de gravação a um compartilhamento SMB, onde podem danificar o banco de dados SS. Em vez disso, os arquivos devem ser acessados por meio das ferramentas do cliente VSS - o cliente Windows VSS, a ferramenta de linha de comando VSS ou algum aplicativo que se integre ou emule essas ferramentas do cliente.[carece de fontes?]

### Versões
| Versão                 | Data                    |
| ---------------------- | ----------------------- |
| 3.1                    | 14 de fevereiro de 1995 |
| 4.0                    | 12 de setembro de 1995  |
| 5.0                    | 7 de outubro de 1996    |
| 6.0                    | 3 de junho de 1998      |
| 6.0c (compilação 9350) | 2001                    |
| 2005                   | 27 de janeiro de 2006   |

## Crítica
A estabilidade do Visual SourceSafe é criticada devido à maneira como o Visual SourceSafe usa um mecanismo de acesso direto baseado em arquivo que permite que qualquer cliente modifique um arquivo no repositório após bloqueá-lo. Se uma máquina cliente travar no meio da atualização de um arquivo, ela pode corromper esse arquivo. Muitos usuários do Visual SourceSafe atenuam esse risco usando um utilitário fornecido pelo Visual SourceSafe que verifica se há corrupção no banco de dados e, quando possível, corrige os erros encontrados.

## Uso interno da Microsoft
Embora "comer a própria comida de cachorro" seja frequentemente considerado parte da cultura da Microsoft, o VSS parece ser uma exceção; há muitos rumores de que muito poucos projetos dentro da Microsoft dependiam do Visual SourceSafe antes que o produto fosse descontinuado, e que a ferramenta predominante na época era o SourceDepot. Segundo Matthew Doar: 
"A própria Microsoft usava uma versão desenvolvida internamente do RCS chamada SLM até 1999", quando começou a usar uma versão do Perforce chamada SourceDepot."
A Divisão de Desenvolvedores da Microsoft estava usando o Team Foundation Server para a maioria de seus projetos internos, embora uma transcrição do VSS  sugeriu que outras grandes equipes usam "uma mistura de ferramentas internas personalizadas".
Desde então, a Microsoft passou a usar o Git.

## Atualizações
Uma versão atualizada chamada Visual SourceSafe 2005 foi lançada em novembro de 2005, prometendo melhor desempenho e estabilidade, melhor mesclagem para arquivos Unicode e XML, bem como a capacidade de verificar arquivos via HTTP. Foi incluído nas edições do Visual Studio 2005 Team System, mas não está incluído no Visual Studio Team System 2008.
Ao mesmo tempo, a Microsoft também introduziu um controle de origem chamado Team Foundation Version Control (TFVC), que fazia parte do produto de gerenciamento de ciclo de vida do projeto Visual Studio Team System. Este produto aborda muitas das deficiências do Visual SourceSafe, tornando-o adequado para equipes maiores que exigem altos níveis de estabilidade e controle sobre as atividades.
Com o Visual Studio 2010, a Microsoft não distribui mais o Visual SourceSafe. A Microsoft, por certo tempo, oferecia o Team Foundation Server Basic para equipes de desenvolvimento menores. Houve um hotfix para que os clientes existentes pudessem usar o SourceSafe com o Visual Studio 2010.
A versão final do produto, Visual SourceSafe 2005, deixou de ter suporte convencional em 10 de julho de 2012, com o suporte estendido terminando em 11 de julho de 2017.